# Мусаев, Зульфугар Фатулла оглы
Зульфугар Фатулла оглы Мусаев (20 июня 1932, Сабирабад — 11 мая 2005, Баку) — председатель Государственного комитета гидрометеорологии Азербайджанской Республики, депутат Верховного Совета АР.

## Биография
В 1950 году окончил Сабирабадскую среднюю школу, затем с отличием — строительный факультет Азербайджанского политехнического института по специальности «инженер-гидротехник». Одновременно работал техником, инженером-проектировщиком в управлении «Азсовхозстройпроект».
С 1957 года заведующий отделом специального проектирования, с 1967 — заведующий Бакинским комплексно-изыскательным отделом «Союзводоканалпроекта», созданного для обеспечения питьевой воды города Баку. В 1972—1975 годы — директор проектного института «Азгипроводхоз».
В 1975—1988 годы заведовал отделом сельского строительства и водного хозяйства ЦК КП Азербайджана. Одновременно в 1981 году окончил Академию общественно-политических наук в Москве.
С 1988 года — заместитель начальника Республиканского комитета гидрометеорологии, в 1992—2004 годы — председатель Государственного комитета гидрометеорологии.
Трижды становился депутатом Верховного Совета Азербайджанской ССР.

## Награды и премии
- Два ордена Трудового Красного Знамени — за заслуги по проведению воды из реки Куры в город Баку, проектирование водяных резервуаров и проведение успешных крупномасштабных мелиорационных и строительных проектов.
- Медаль «Ветеран труда» — за добросовестный и безупречный труд в системе Госкомгидромета СССР.
- Почётная Грамота Верховного Совета Республики.